# 金陶塔斯·帕卢茨卡斯
金陶塔斯·帕卢茨卡斯（發音：[ˈɡʲɪntˠɐʊtˠɐs pˠɐˈlˠʊtskɐs]；1979年8月19日—），生于苏联立陶宛苏维埃社会主义共和国帕涅韦日斯，是一名立陶宛政治人物，曾任立陶宛总理。帕卢茨卡斯于2017年至2021年担任立陶宛社會民主黨主席。2024年10月，社会民主党在2024年立陶宛議會選舉中赢得最多席位，帕卢茨卡斯作为该党副主席被提名为社民党总理候选人。選舉結束後，作為社會民主黨副黨魁的帕卢茨卡斯被議會推舉為立陶宛總理，并于同年12月12日就任。